# Uno Wallmo
Uno Wallmo, född den 29 april 1860 i Ljusnarsbergs socken, Örebro län, död den 3 november 1946, var en svensk skogsman.
Wallmo blev student 1879, utexaminerad från Skogsinstitutet 1882, extra jägmästare samma år, jägmästare i Jönköpings revir 1899 och i Örebro revir 1902 och överjägmästare i Bergslagsdistriktet 1903, varifrån han 1920 överflyttades som chef för distriktet Stockholm-Gävle. Han tog avsked från överjägmästartjänsten 1925. Wallmo hade därjämte överinseendet över skogsskötseln på många enskilda bruk, såsom Högfors bruk, Hellefors, Skogaholms bruk, Alkvetterns och Högsjö. Han var ledamot av kommittén angående skogsstatens lönefrågor (1906 års lönekommitté), och ordförande i kommittéerna rörande den högre skogsundervisningens omorganisation (1906–08) samt för taxeringen av Värmlands läns skogar 1910–12. Wallmo var vice ordförande 1907–12 i styrelsen för Föreningen för skogsvård och sedan 1918 ledamot av Lantbruksakademien. 
År 1897 publicerade Wallmo boken Rationell skogsafverkning, ett arbete som väckte stor uppmärksamhet inom skogskretsar. Där uttalade han sig mycket kritiskt mot dåtidens skogsbruk, som i praktiken bara innehöll kalhuggning av äldre skog och oftast saknade både aktiv skötsel av yngre växande skog och aktiva föryngringsåtgärder. Wallmo förordade istället aktiv gallring och naturlig föryngring. Idag kallar vi åtgärderna höggallring respektive luckhuggning, men Wallmo själv kallade åtgärderna individvis blädning och gruppvis blädning. Det har gjort att Wallmo kommit att uppfattas som den som introducerade blädningsbruk i Sverige, trots att han själv med skärpa påpekade att "fullständigt olikåldriga skogar" ville han absolut inte ha, ännu mindre rena granskogar.
Under första halvan av 1900-talet debatterade Uno Wallmo livligt sina idéer med framförallt överjägmästaren vid Domänstyrelsen Anders Holmgren, såväl i skrift som vid exkursioner i fält. 
Uno Wallmo var mycket produktiv som författare. Bland hans uppsatser i "Skogsvårdsföreningens tidskrift" kan nämnas Om grantorka (1904), Om vikten av svenska skogens bevarande och medel därtill (1905), Om föryngringen vid blädningshuggningar (1906), Uthålligt skogsbruk (1907), Om blädnings- och gallringsprocenter (1914) och Vår skogsavdikningspolitik (1918), de fem sistnämnda föredrag vid Skogsvårdsföreningens årsmöten, "där hans slagfärdighet och med historier kryddade inlägg alltid tillvunnit sig skogsmännens uppmärksamhet", enligt Gunnar V. Schotte i Nordisk Familjebok.